# Franz Kohn
Franz Kohn (Geestemünde; 15 de diciembre de 1857 - 24 de marzo de 1909) fue un empresario alemán, comerciante mayorista de madera, senador de Geestemünde y mecenas. 

## Biografía

### Familia

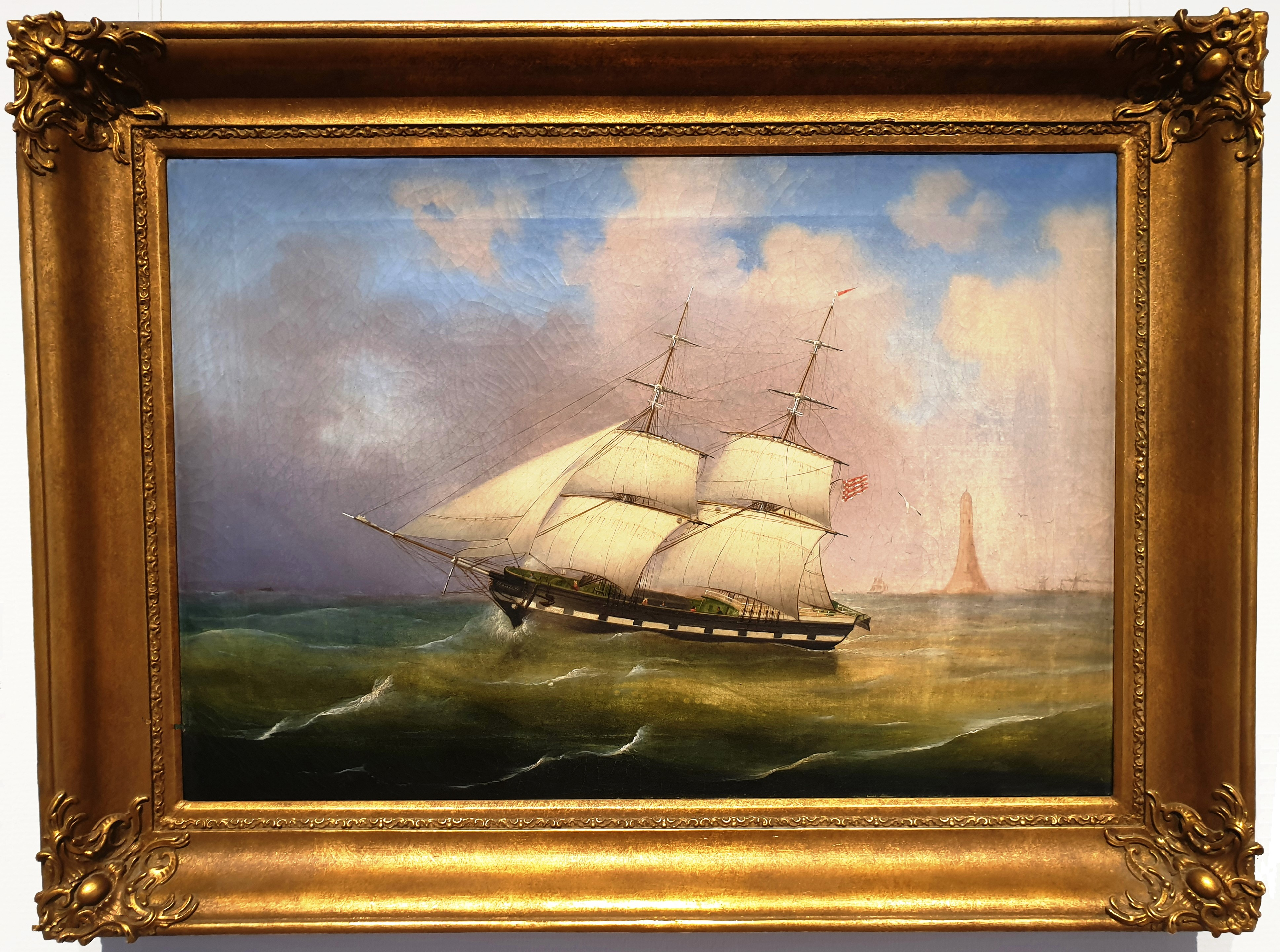
Brigg "Johann", "retrato del capitán", para Franz Johann Syabbe Kohn (1828-1879), padre de Franz Kohn, pintado por Carl Justus Harmen Fedeler (1799-1858)

Franz Kohn, hijo del capitán, armador y comerciante de madera Franz Johann Syabbe Kohn (* 16 de mayo de 1828 en Klippkanne, Brake (Alemania); † 13 de agosto de 1879 en Geestemünde) y su esposa Maria Rebecca, de soltera Riedemann (1827-1870), fue mayorista de madera y empresario y poseía uno de los mayores comercios de importación de madera del norte de Alemania. Estuvo casado con Johanna Margarethe, de soltera (1862-1925). El matrimonio Kohn tuvo dos hijos, Gerhard y Hans Kohn.

### Vida
Sus antepasados eran capitanes y propietarios de barcos de emigrantes que en el siglo XIX transportaban emigrantes desde Brake (Alemania) y Bremerhaven hasta América y comerciaban a su regreso a través del Caribe. Con la llegada de la navegación a vapor a mediados de la década de 1850, el negocio dejó de ser rentable. El padre de Franz Kohn se mudó y en 1863 compró el negocio de importación de madera Pundt & Kohn (P&K). Favorecido por la construcción de nuevas instalaciones portuarias en Geeste, así como por el rápido crecimiento de la demanda de madera para minas, traviesas y madera para la construcción para casas y fábricas en el marco del crecimiento demográfico y la revolución industrial del siglo XIX, el comercio floreció. Como el suministro local de madera ya no podía satisfacer la gran demanda, se importó madera, principalmente de Escandinavia, Rusia y en parte también de América, de donde se compraban sobre todo maderas para la ebanistería. Teniendo en cuenta el peso de las mercancías transportadas, la ruta fluvial fue con diferencia la más económica hasta el siglo XIX. No es casual, por tanto, que las empresas importadoras de madera se concentraran precisamente en los cursos bajos de ríos como el Weser, desde donde la madera importada y procesada se distribuía por barcos, y luego cada vez más por ferrocarril a los centros de industrialización. 
Éste fue también el caso de la empresa P&K, cuyos primeros depósitos de madera se encontraban en la calle 'Deichstraße' (más tarde llamada 'Bussestraße'), directamente en la presa de Geestemünde, justo antes de la desembocadura del Geeste en el Weser. Tras sólo cinco años de colaboración, el copropietario Diedrich Pundt abandonó la empresa en 1868 por enfermedad. A partir de entonces, Franz Johann Syabbe Kohn dirigió en solitario el exitoso negocio de importación de madera, junto con su compañía naviera con sus propios barcos o participaciones en otros barcos (Guayana y los veleros Marianne, Auguste y Salia), hasta su muerte el 13 de agosto de 1879. Su hijo Franz Kohn se hizo cargo de la empresa familiar.
Franz Kohn fue uno de los cuatro senadores de Geestemünde a finales del siglo XIX. También se le consideraba uno de los precursores de la construcción de viviendas sociales en la región. 
A principios de la década de 1890, solicitó permiso para que ocho de sus trabajadores construyeran una urbanización cerca de su empresa en Geestrücken, en Hülsen, a las afueras de Geestemünde, donde no había alcantarillado ni electricidad. En 1893, obtuvo un permiso de construcción. Una vez terminada, Kohn transfirió la propiedad de la "colonia de trabajadores em Hülsen" a la "Gemeinnütziger Kreisbauverein Geestemünde GmbH" (Asociación benéfica de agricultores del distrito). La empresa entregó las casas a los habitantes para que las alquilaran y las compraran. La mayoría de los trabajadores de Frisia Oriental, Westfalia y el vecino estado de (Baja Sajonia) “Land Wursten” se instalaron allí. La ampliación de las viviendas obreras se completó en gran parte en 1905. Ya vivían allí unas 90 familias numerosas, es decir, 500 personas. La solidaridad social de los habitantes se manifestaba, entre otras cosas, en la vida comunitaria, por ejemplo, en la creación de un coro de tambores y pífanos.

## Literatura
- Bickelmann, Hartmut (ed.) (2003): Bremerhavener Persönlichkeiten aus vier Jahrhunderten (Personalidades de Bremerhaven de cuatro siglos). Diccionario biográfico. Segunda edición, ampliada y corregida. Bremerhaven: 2003: 172-174.

- Bickelmann, Hartmut (1996): Von Geestendorf nach Geestemünde - Räumlicher, gewerblicher und sozialer Strukturwandel im Umkreis des de:Holzhafen Geestemündes. En: Männer vom Morgenstern, anuario n.º 75. Bremerhaven: 1996: 149-235.

- Hirschfeld, Paul (1891): "Hannovers Grossindustrie und Grosshandel". Deutsche Export-Bank, Berlín / Duncker u. Humblot, Leipzig, XVI, 1891, 412 p.

- Kobus, Klaus (1994): Grünhöfe" - Spuren der vergangener Zeiten. Ed.: Taller de Historia "Grünhöfe", Bremerhaven

- Marchet, Julius (1908): "Der Holzhandel Norddeutschlands". Verlag F. Deuticke, Leipzig, Viena, 1908.

- Zimmermann, Richard (1894): '"Deutschlands Holzbedarf". Zeitschrift für die gesamte Staatswissenschaft / Revista de Economía Institucional y Teórica. Vol. 50, H. 4, 1894, pp. 573-582.